# PortableApps.com
PortableApps.com es el nombre comercial de una suite de aplicaciones portátiles disponible para los sistemas operativos Windows, Mac OS X y GNU/Linux, estos últimos con Wine. Estas aplicaciones pueden ser usadas en una unidad portable, como un USB. Los datos del usuario son guardados en una subcarpeta (usualmente llamada PortableApps), permitiendo al usuario actualizar o mover el programa sin afectar los datos.
Inicialmente elaborado por John T. Haller (creador de la versión Firefox Portable), bajo administración de Rare Ideas, es considerado como uno de los programas más influenciados en el campo del código abierto. Actualmente participan en el proyecto más de 100 personas, incluyendo desarrolladores, diseñadores y traductores.

## Historia
El proyecto inició con la creación de una versión portable de Mozilla Firefox en marzo del 2004. John T. Haller expandió el proyecto para incluir las versiones de Mozilla Thunderbird y OpenOffice.org. Más tarde la comunidad de código abierto superó el sitio web personal de Haller y el movió el sitio en una página nueva, PortableApps.com. El sitio aloja actualmente muchos proyectos creados por miembros del foro. También es usado para reportar bugs y sugerencias. Algunas distribuciones de PortableApps son alojadas en SourceForge.

## Formato de aplicaciones
Las aplicaciones diseñadas para usarse con PortableApps.com menú siguen la convención de usar nombres de archivo que terminan en la extensión .paf.exe, incluir la documentación en HTML y guardar los datos de la aplicación en el directorio Data, permitiendo un simple respaldo de los datos con la utilidad PortableApps.com Backup. Los instaladores usados con PortableApps.com menú deben ser instaladores NSIS, generados con la aplicación PortableApps.com Installer, pero pueden ser archivos comprimidos con un self extractor, o cualquier instalador ejecutable.
La mayoría de las aplicaciones pueden ser ejecutadas en computadoras con Windows 2000 o posterior. Muchas aplicaciones pueden ser ejecutadas con Wine en subsistemas Unix-like. Viejas versiones de muchas aplicaciones soportan Windows 95/98/Me, pero no se soportan estas versiones en nuevos lanzamientos.

## PortableApps.com Launcher
PortableApps.com Launcher (también conocido como PAL) es usada para crear aplicaciones portables indicando el directorio de redirección, cambios en las variables del entorno, archivos y directorios, la ruta del archivo de configuración, actualizaciones, y cambios similares. PortableApps.com Launcher permite al software ser portable sin necesidad de escribir código personal o sin hacer cambios a la aplicación. Mientras algunos de los paquetes de apilicaciones lanzadas en PortableApps.com actualmente aún contienen sus propios lanzadores, PortableApps.com Launcher es usado en todas las nuevas aplicaciones lanzadas. Los instaladores son hechas con Nullsoft Scriptable Install System.

## PortableApps.com Platform
PortableApps.com Platform es una aplicación diseñada para integrar las aplicaciones portables de PortableApps.com. Esta no es necesaria para ejecutar las aplicaciones portables, pero está disponible para ofrecer al usuario final una experiencia más fluida e integrada. Tiene las siguientes características:
- Un menú para las aplicaciones instaladas
- Apps Directory para encontrar e instalar nuevas aplicaciones.
- Funciones de búsqueda para la unidad USB.
- Un sistema de actualización para mantener las aplicaciones al día.
- Fuentes portables